# Donacaula roscidellus
Donacaula roscidellus là một loài bướm đêm trong họ Crambidae.